# Knischatiria tuberosa
Knischatiria tuberosa är en spindelart som beskrevs av Jörg Wunderlich 1995. Knischatiria tuberosa ingår i släktet Knischatiria och familjen täckvävarspindlar. Inga underarter finns listade i Catalogue of Life.